# Алтус (Оклахома)
Алтус ( англ. Altus) — город в США, административный центр округа Джэксон, Оклахома. Население по переписи 2020 года составляло 18 729 человек.
Алтус является базой ВВС Алтус, тренировочной базы ВВС США для экипажей C-17, KC-46 и KC-135.

## История
Город был основан в 1886 году и изначально назывался Фрэйзер (Frazer). Изначально там проживало около 50 человек, которые занимались обслуживание торгового поста на Великом западном пути скота. 18 февраля 1886 года в городе открылось почтовое отделение. 4 июня 1891 года внезапное наводнение почти разрушило Фрэйзер. Жители переехали на возвышенность в 2,5 милях (4,0 км) к востоку от первоначального места. В. Р. Баукум предложил переименовать город в Алтус, что в переводе с латыни означает «высокий». Это название прижилось, хотя с 10 июля 1901 года по 14 мая 1904 года город также был известен как Леджер (Leger).
Население удвоилось со времени обретения Оклахомой статуса штата до переписи 1910 года и продолжало расти даже во время Великой депрессии. Хоть и на момент обретения Оклахомой статуса штата, Алтус был назначен административным центром округа Джексон, в 1908 году были проведены выборы для определения постоянного места. Соперничали два города: Алтус и Олусти. Алтус победил с результатом 2077 голосов против 1365. В 1910 году здесь было построено здание окружного суда.
В 1908 году в город была проведена железная дорога, которая стимулировала экономический рост в округе и сделала Алтус региональным сельскохозяйственным центром. К 1930 году в Алтусе было восемь хлопкоочистительных заводов, два предприятия по прессованию хлопка и восемнадцать предприятий оптовой торговли. 
Ирригационный проект 1940-х годов и Вторая мировая война, во время которой близлежащий аэродром использовался для обучения военных пилотов, привели к дальнейшему росту города.